# Resolutie 1985 Veiligheidsraad Verenigde Naties
Resolutie 1985 van de Veiligheidsraad van de Verenigde Naties werd door de VN-Veiligheidsraad aangenomen op 10 juni 2011 en verlengde het mandaat van het panel van experts toezag op de sancties tegen Noord-Korea met één jaar.

## Achtergrond
Al in 1992 werd een akkoord gesloten over de bevriezing van Noord-Korea's kernprogramma. In het begin van de 21e eeuw kwam het land echter in aanvaring met de Verenigde Staten, die het bij de zogenaamde as van het kwaad rekenden. Noord-Korea hervatte de ontwikkeling van kernwapens en ballistische raketten om ze af te dragen. In oktober 2006 voerde het land een eerste kernproef uit, in mei 2009 gevolgd door een tweede. Hieropvolgend werden sancties ingesteld tegen het land.

## Inhoud
Middels resolutie 1874 was twee jaar eerder een panel van zeven experts opgericht om toe te zien op de economische sancties die tegen Noord-Korea waren ingesteld volgend op een door dat land uitgevoerde kernproef. Het mandaat van dat panel werd nu een tweede keer verlengd, tot 12 juni 2012. Het panel werd tevens gevraagd een werkplanning te bezorgen aan het middels resolutie 1718 opgerichte comité, waaronder het panel ressorteerde. Ten slotte werd er bij alle landen en andere betrokkenen op aangedrongen voluit mee te werken met het Comité en het panel van experts, in het bijzonder door alle relevante informatie die zij in hun bezit hebben aan te leveren.

## Verwante resoluties
- Resolutie 1887 Veiligheidsraad Verenigde Naties (2010)
- Resolutie 1928 Veiligheidsraad Verenigde Naties (2010)
- Resolutie 2050 Veiligheidsraad Verenigde Naties (2012)
- Resolutie 2087 Veiligheidsraad Verenigde Naties (2013)

Lijst ·  1967 ·  1968 ·  1969 ·  1970 ·  1971 ·  1972 ·  1973 ·  1974 ·  1975 ·  1976 ·  1977 ·  1978 ·  1979 ·  1980 ·  1981 ·  1982 ·  1983 ·  1984 ·  1985 ·  1986 ·  1987 ·  1988 ·  1989 ·  1990 ·  1991 ·  1992 ·  1993 ·  1994 ·  1995 ·  1996 ·  1997 ·  1998 ·  1999 ·  2000 ·  2001 ·  2002 ·  2003 ·  2004 ·  2005 ·  2006 ·  2007 ·  2008 ·  2009 ·  2010 ·  2011 ·  2012 ·  2013 ·  2014 ·  2015 ·  2016 ·  2017 ·  2018 ·  2019 ·  2020 ·  2021 ·  2022 ·  2023 ·  2024 ·  2025 ·  2026 ·  2027 ·  2028 ·  2029 ·  2030 ·  2031 ·  2032